# توركان آق يول
توركان آق يول (بالتركية: Türkân Akyol)‏ (12 سبتمبر 1928 - 7 سبتمبر 2017) هي سياسية وَطبيبة وَأكاديمية تُركية، وتُعتبر أول وزيرة حكومة تُركية، وأول سيدة جامعية في تركيا.
يُوجد في مدينة بورصة مُستشفى يحمل اسمها.

## حياتها
وُلدت توركان في 12 أكتوبر 1928 في إسطنبول، وقد أكملت تعليمها الابتدائي في أماكن مُختلفة في تركيا، وذلك نتيجةً لعمل والدها ضابطاً للموظفين، وفي عام 1947 تخرجت من مدرسة إرن كوي الثانوية للبنات في إسطنبول.